# Budapešťská zoologická a botanická zahrada
Metropolitní zoologická a botanická zahrada (maďarsky Fővárosi Állat- és Növénykert) je ochranářská a vzdělávací instituce v maďarském hlavním městě Budapešti. Je označována jako „zoo v srdci města“ pro svoji polohu v parku Városliget na území městského obvodu Zugló. Nejbližší stanicí metra je Széchenyi fürdő, nedaleko leží také nádraží Budapest-Nyugati pályaudvar. Zahrada má rozlohu 18,4 hektaru a nachází se v ní třicet šest pavilonů. Je zde chováno 1072 živočišných druhů s více než 10 000 jedinci a v botanické zahradě se nacházejí dva tisíce druhů rostlin. Areál zoo je státem chráněnou přírodní a historickou památkou. Ročně projde branami více než milion návštěvníků.

## Historie
Byla otevřena 9. srpna 1866 jako první zoo v Uherském království. U jejího zrodu stál Leopold Fitzinger, prvním ředitelem se stal János Xántus. Vedle zástupců uherské fauny zde byly chovány také exotické druhy jako sloni, lvi, hroši, orangutani a mravenečníci. Královna Alžběta Bavorská sem v roce 1868 nechala převézt ze schönburunnské zoo úplně první žirafu narozenou v Evropě.
Koncem devatenáctého století zde podle tehdejší módy existovala také lidská zoo s ukázkami života přírodních národů. K přilákání většího množství návštěvníků sloužil zábavní park s kolotoči a vystoupeními artistů. 
Celé zařízení spravovala akciová společnost, která v roce 1896 zbankrotovala a zahrada se roku 1907 stala majetkem města. Poté proběhla rozsáhlá rekonstrukce, po níž byla zoo zpřístupněna až v roce 1912. Po vzoru hamburského Tierpark Hagenbeck byla jako dominanta vybudována 34 metrů vysoká a dutá umělá skála Nagyszikla. V areálu vznikly četné secesní stavby, na nové podobě se podíleli architekti Károly Kós a Kornél Neuschloss, autor mozaik Miksa Róth a sochař Gyula Maugsch. 
Zahrada těžce utrpěla za druhé světové války, kdy bombardování a rabování přežilo pouze patnáct zvířat. Na poválečné obnově a zvýšeném důrazu na vědecké poslání zoo měl hlavní zásluhu dlouholetý ředitel Csaba Anghi. V letech 2003 až 2007 proběhla velká oprava historických budov a modernizace výběhů.
V roce 2008 se zde narodil první nosorožec dvourohý na světě počatý pomocí umělého oplodnění. Zahrada je známá úspěchy v odchovu vombatů, k neobvyklým chovancům zoologických zahrad patří také varan komodský, vydra obrovská nebo koala medvídkovitý. Jsou zde k vidění i původní maďarská plemena jako mangalica, huculský kůň nebo holokrčka. Nejstarším stromem v zahradě je platan, který stál pravděpodobně již před jejím založením, roste zde rovněž topol kanadský, jilm vaz a jinan dvoulaločný. Společnost japonsko-maďarského přátelství v roce 1998 zřídila rozsáhlou sbírku bonsají v pavilonu oceněném mezinárodní architektonickou cenou Piranesi.

## Galerie

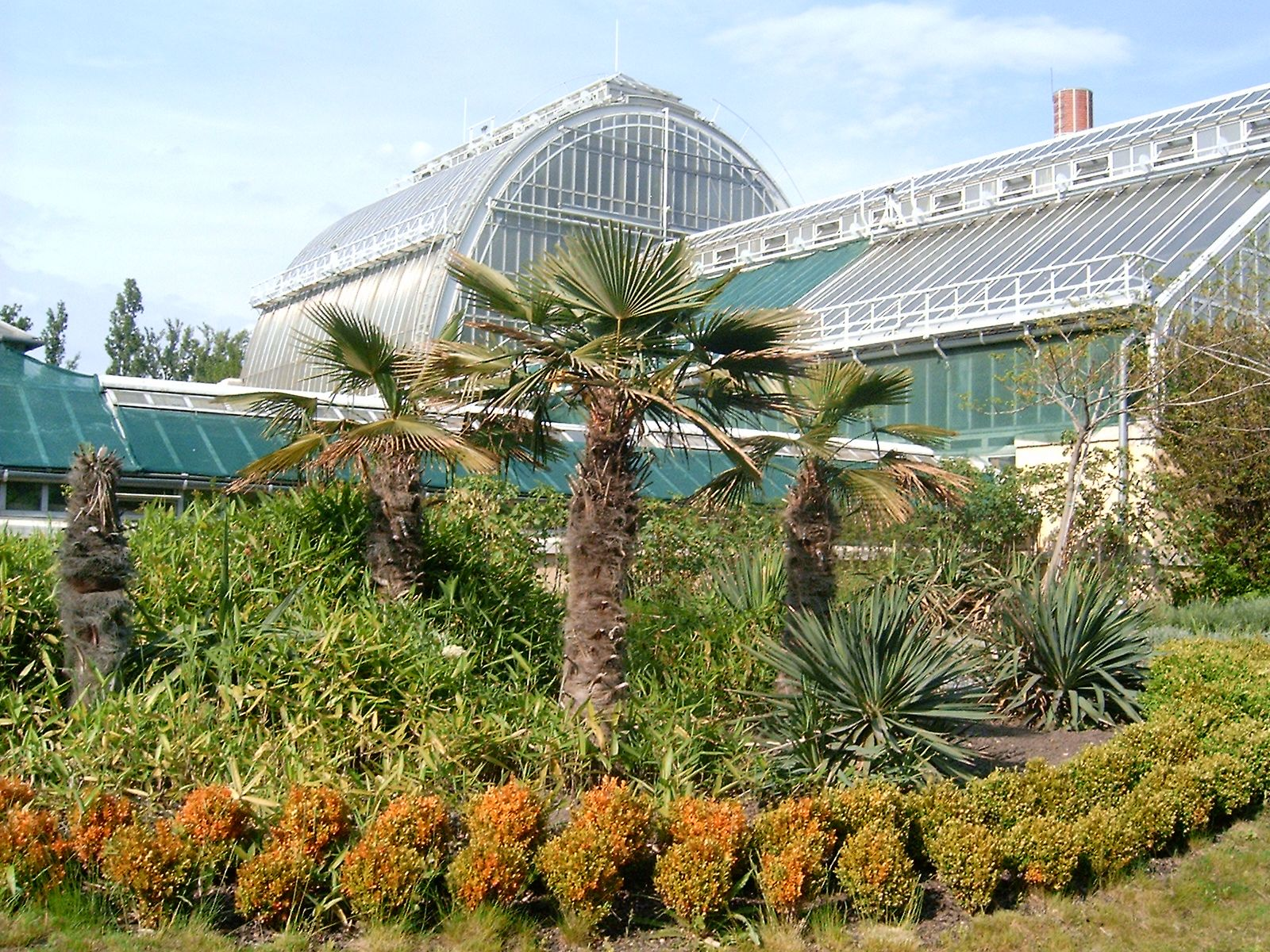
Hlavní skleník
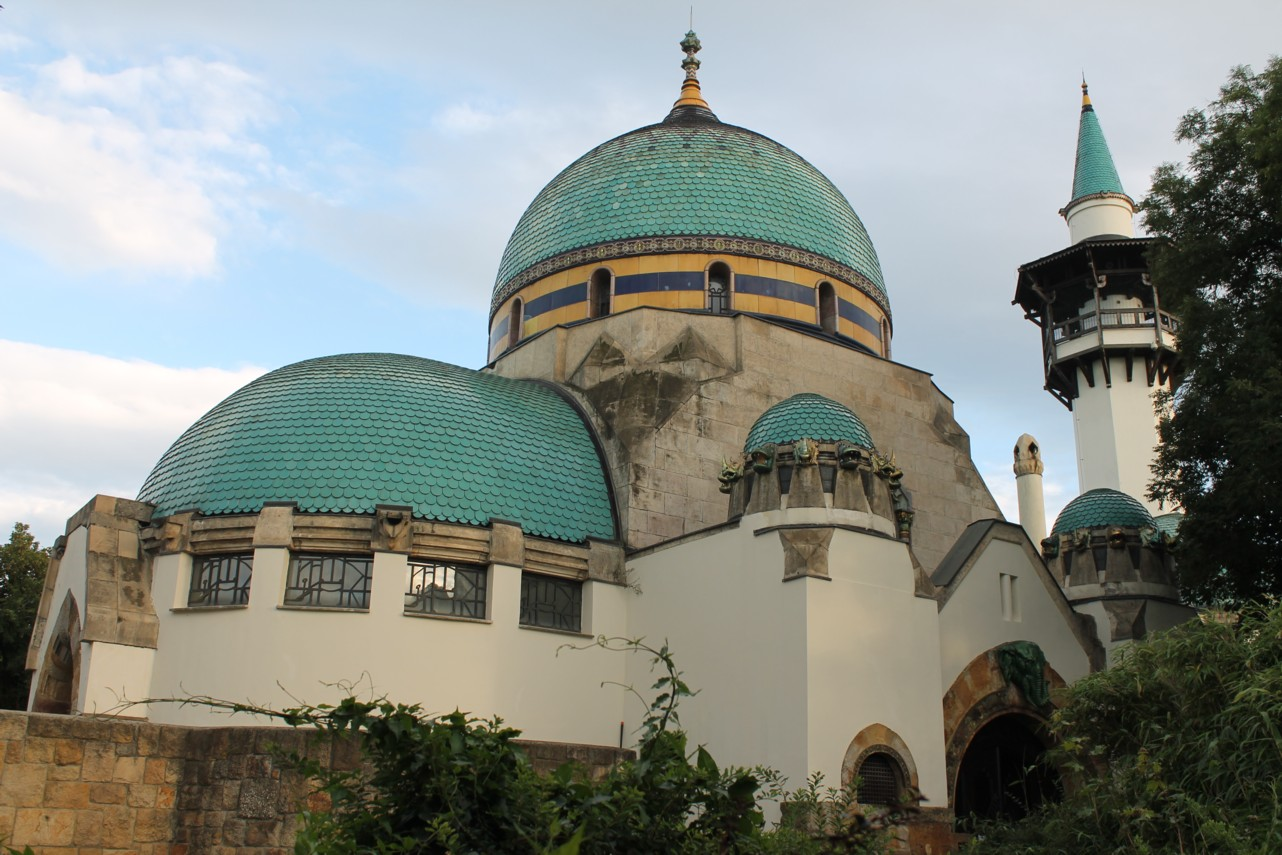
Sloní dům
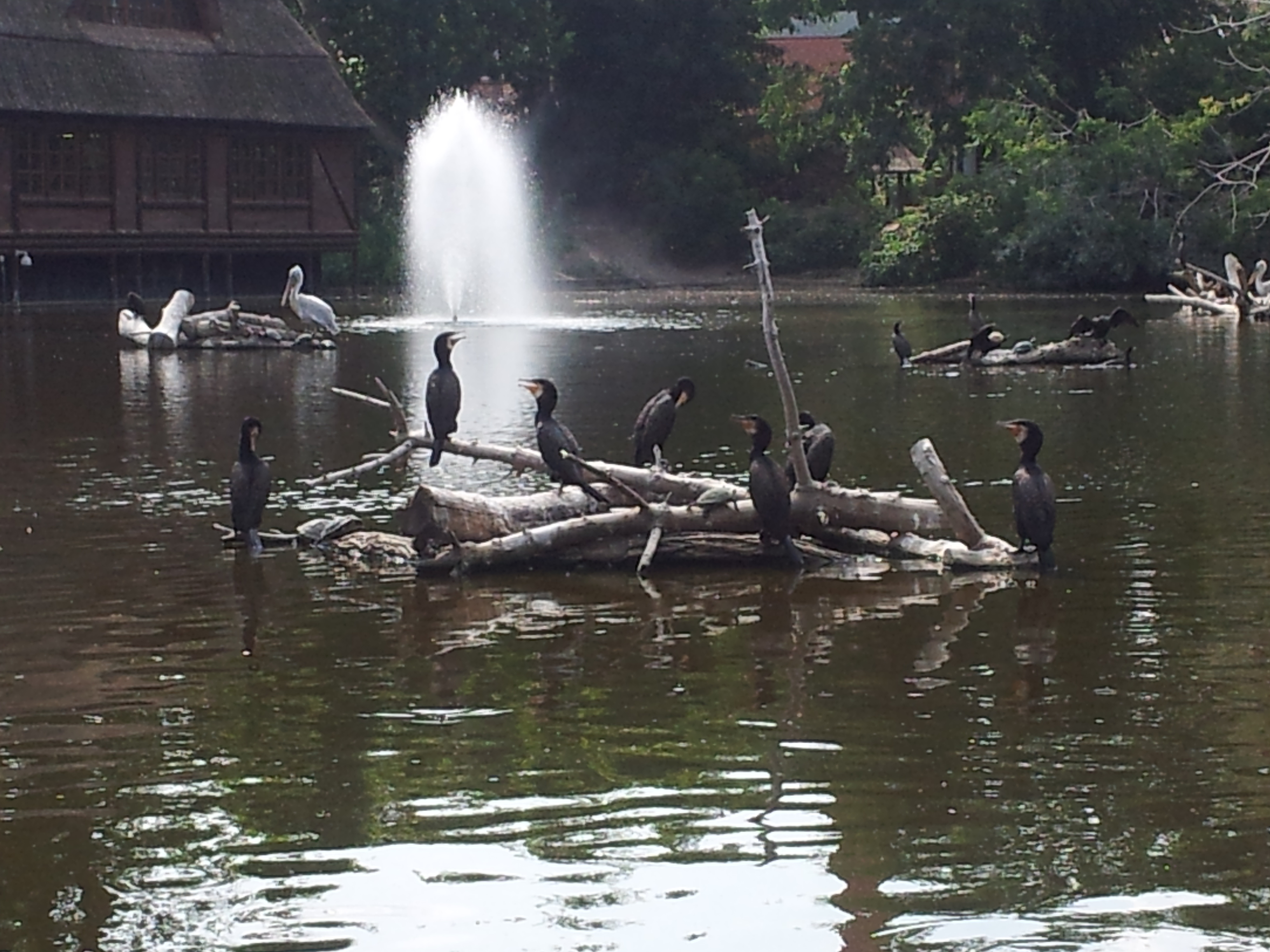
Jezero s vodním ptactvem